# Le Premier Regard d'amour
 (septembre 2018).
Si vous disposez d'ouvrages ou d'articles de référence ou si vous connaissez des sites web de qualité traitant du thème abordé ici, merci de compléter l'article en donnant les références utiles à sa vérifiabilité et en les liant à la section « Notes et références ».
Singles de Mireille Mathieu
Une place dans mon cœur
(2005)
Le Premier Regard d'amour est une chanson interprétée par la chanteuse française Mireille Mathieu et publiée en 2018 en France et à l'étranger. Cette chanson fait office de single pour le 40e album français de la chanteuse, Mes classiques. Cette chanson est le premier single de la chanteuse à être publié directement en numérique (et non pas en CD).

## Principaux supports discographiques
Le premier regard d'amour se retrouve aussi sur le 40e album français de Mireille Mathieu, Mes classiques, en 2018.